# Idaea vesubiata
Idaea vesubiata là một loài bướm đêm trong họ Geometridae.